# Tinagma balteolella
Tinagma balteolella är en fjärilsart som beskrevs av Fischer von Röslerstamm 1841. Tinagma balteolella ingår i släktet Tinagma och familjen skäckmalar. Inga underarter finns listade i Catalogue of Life.